# Cornucopia (cerámica)

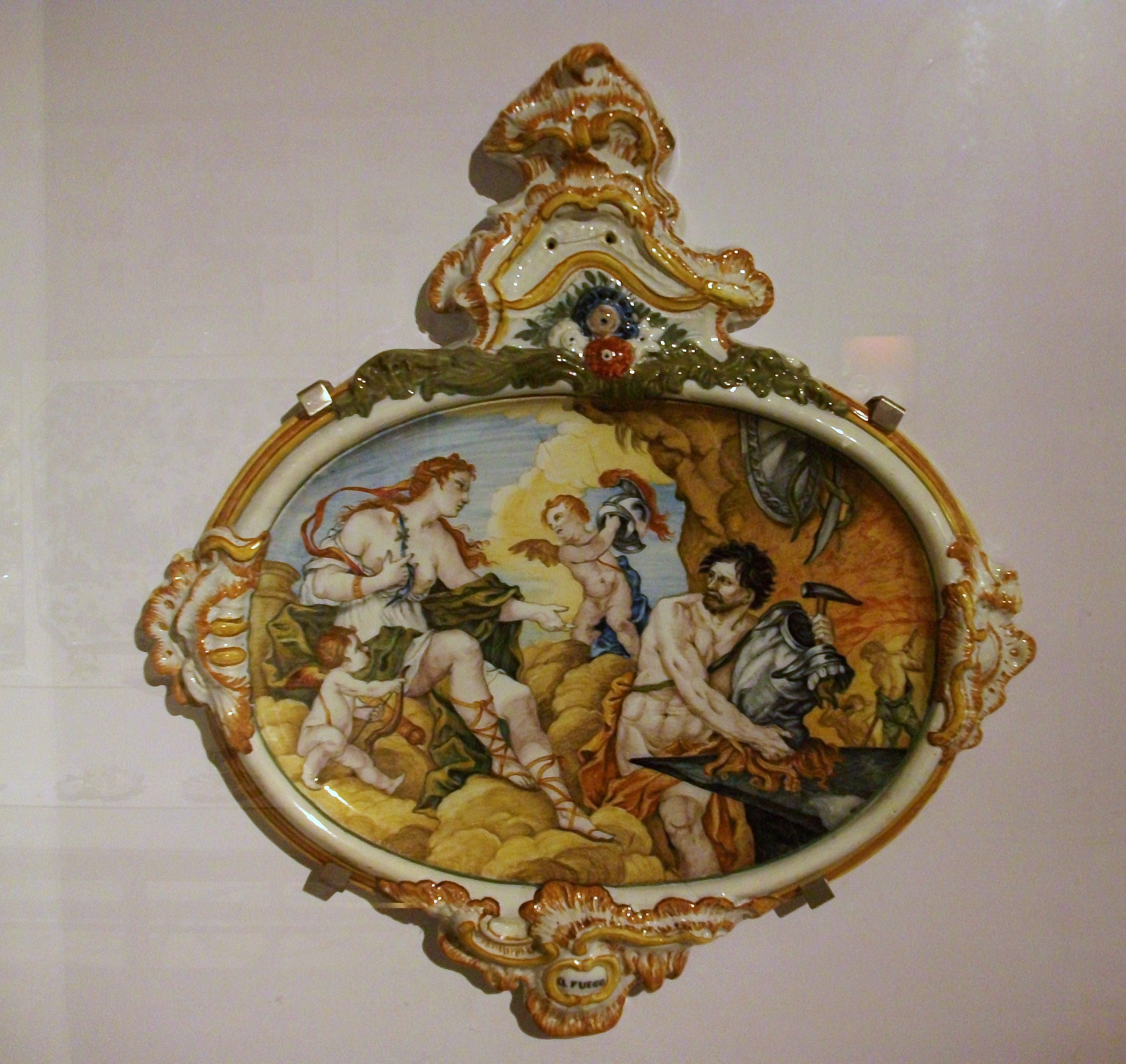
Cornucopia con motivos mitológicos, en porcelana de Alcora. Museo de Cerámica de Valencia.

Una cornucopia de cerámica es una pieza plana y de perímetro irregular, por lo general fabricado a partir de un molde. Puede contener en su óvalo un espejo, una leyenda (cartela ovalada o tarja), o un relieve de contenido religioso o en homenaje a una persona o un evento, o conmemorativo de alguna celebración.
Las cornucopias de loza fina y porcelana se hicieron muy populares en Europa a partir del siglo xviii, por lo que suelen conservar una estética rococó muy orlada.
En el catálogo de la Exposición Nacional de Minería (1883) celebrada en Madrid en 1883, se expusieron varias de estas piezas fabricadas en la Real Fábrica de la Moncloa por los hermanos Zuloaga.
Como pieza alfarera, su modelado y fabricación está muy asociada a los diferentes tipos de benditera.